# Verhnie Solotvîno, Ujhorod
Verhnie Solotvîno (în ucraineană Верхнє Солотвино) este un sat în comuna Hudlovo din raionul Ujhorod, regiunea Transcarpatia, Ucraina.

## Demografie
Componența lingvistică a localității Verhnie Solotvîno
     Ucraineană (100%)
Conform recensământului din 2001, toată populația localității Verhnie Solotvîno era vorbitoare de ucraineană (100%).